# Okręg wyborczy Portsmouth North
Okręg wyborczy Portsmouth North powstał w 1918 roku, zniesiony w 1950 i utworzony ponownie w 1974. Wysyła do brytyjskiej Izby Gmin jednego deputowanego. Obejmuje północną część miasta Portsmouth.

## Deputowani do brytyjskiej Izby Gmin z okręgu Portsmouth North
- 1974-1979: Frank Judd, Partia Pracy
- 1979-1997: Peter Griffiths, Partia Konserwatywna
- 1997-2005: Syd Rapson, Partia Pracy
- 2005-2010: Sarah McCarthy-Fry, Partia Pracy
- 2010-2024: Penny Mordaunt, Partia Konserwatywna
- 2024- : Amanda Martin, Partia Pracy[2]